# Rodriguesophis scriptorcibatus
Rodriguesophis scriptorcibatus — вид змій родини полозових (Colubridae). Ендемік Бразилії.

## Поширення і екологія
Rodriguesophis scriptorcibatus відомі з кількох місцевостей, розташованих серед піщаних дюн на західному березі річки Сан-Франсиску в штаті Баїя. Вони живуть в сухих чагарникових заростях каатинга. Ведуть риючий спосіб життя. Живляться ящірками з роду Calyptommatus

## Збереження
МСОП класифікує цей вид як такий, що перебуває під загрозою зникнення. Rodriguesophis scriptorcibatus загрожує знищення природного середовища.